# Kakati (Burkina Faso)
Pour les articles homonymes, voir Kakati.
Kakati est une localité située dans le département de Comin-Yanga de la province du Koulpélogo dans la région Centre-Est au Burkina Faso.

## Géographie
Situé au Nord Est de la commune de Comin-Yanga ; KAKATI est à 21 Km de la Commune.

Le village est délimité à l'Est par KOORE, 

## Démographie
| 2003  | 2006  | 2012 |
| ----- | ----- | ---- |
| 1 611 | 3 057 | -    |

## L'agriculture et l'élevage sont des activités principales de ce village. En effet les habitants de cette localité pratique la culture de rentes à savoir
-La culture du coton
-le sésame, le soja, le riz 
-la culture de contre saison (la tomate, l'oignon, la pastèque)

## Santé et éducation
Le centre de soins le plus proche de Kakati est le centre de santé et de promotion sociale (CSPS) de Comin-Yanga tandis que le centre médical avec antenne chirurgicale (CMA) se trouve à Ouargaye.
Le village possède deux (2) écoles primaires publiques . 
Actuellement Kakati possède d'un CSPS.